# Bănică Dobre
Bănică Dobre (n. 1908 – d. 1939) a fost un om politic român, comandant legionar și scriitor.